# Marta Botía

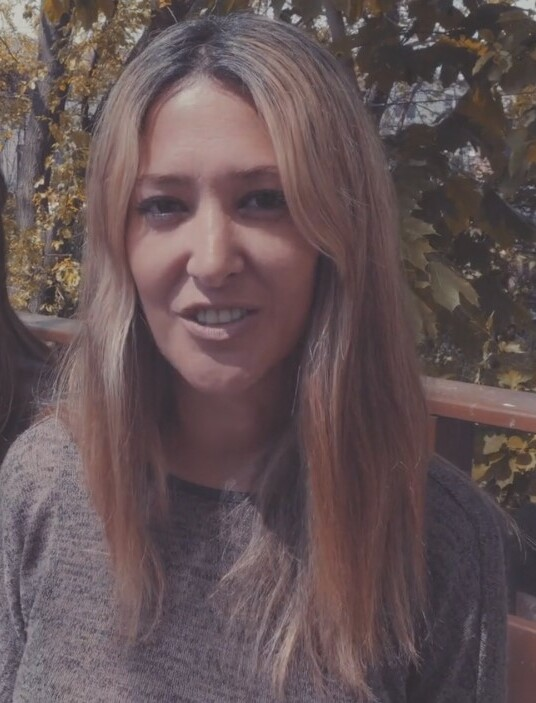
Marta Botía (2016)

Marta Botía Alonso (* 15. September 1974 in Madrid) ist eine spanische Liedermacherin.

## Leben
Marta Botía ist in Madrid aufgewachsen und schon als Kind sehr musikalisch. Kurz vor dem Schulende traf sie auf Marilia Andrés Casares, mit von 1996 bis 2001 das Duo „Ella baila sola“ bildete.  Ihre größten Erfolge feierten sie Ende der 90er. Nach drei Studioalben und einem Greatest-Hits-Album begann sie eine Solo-Karriere mit einem Album mit dem Titel Das Versprechen halten. 2003 beteiligte sie sich am musikalischen Teil der DVD "Trust the Magic" für Disney und einem Lied in dem Trickfilm Aladdin und der König der Diebe.
2006 hatte sie die Hauptrolle in dem Film „Pobre juventud“ von Miguel Jiménez und spielte danach in zwei Fernsehserien mit.
Im September 2009 kehrt Marta wieder in die Musikszene zurück. Bis 2013 bildete sie zusammen mit Rocío Pavón das Duo „EBS“.
Sie hat eine ältere Schwester, ihr Vater ist Journalist und ihre Mutter ist Direktorin von Iberia.
Derzeit lebt Marta in New York, ist verheiratet und Mutter eines Jungen.

## Diskografie
Mit Ella Baila Sola
- 1996: Ella Baila Sola
- 1988: EBS
- 2000: Marta y Marilia
- 2001: Grandes Éxitos

Solo
- 2002: Cumplir lo prometido

Mit EBS
- 2009: Despierta

## Filmografie
- 2005: La tierra de las 1000 músicas - La balada (TV-Serie)
- 2006: Pobre juventud
- 2007: La tele de tu vida (TV-Serie)
- 2007: Loops! - Episode vom 10. Oktober 2007 (TV-Serie)